# Telegramma Riegner

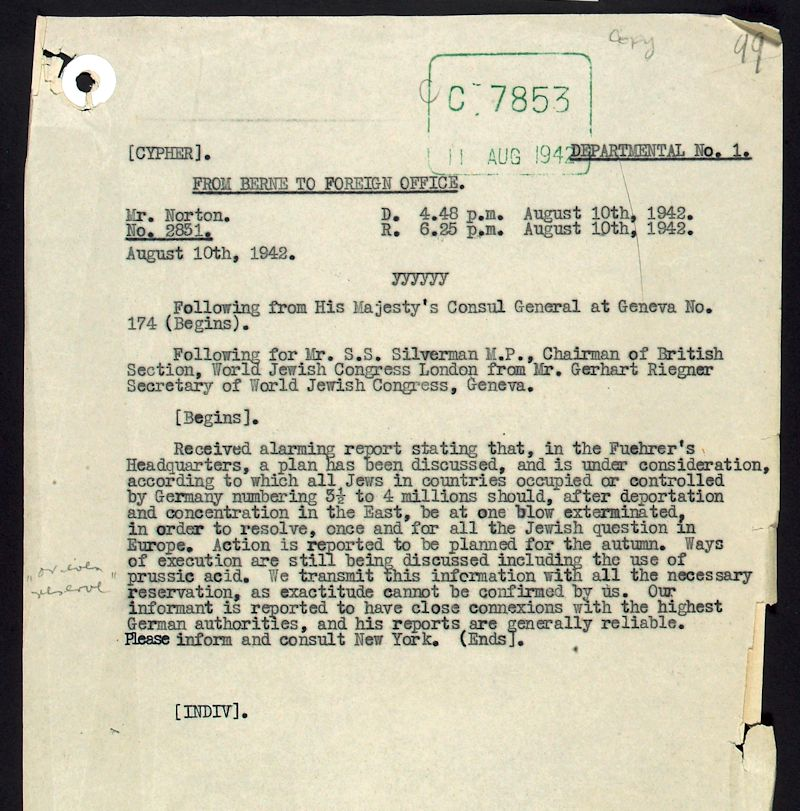
Riegner Telegram

Il Telegramma Riegner (Riegner Telegram), fu la prima comunicazione che avvisava gli alleati dell’imminente Operazione Reinhard, confermando di fatto i rapporti sull'intenzione tedesca di sterminare in massa gli ebrei europei.

## Storia
Il messaggio telegrafico fu inviato l'8 agosto del 1942 da Gerhart M. Riegner, avvocato tedesco esiliato in Svizzera e allora segretario del Congresso ebraico mondiale (World Jewish Congress-WJC) di Ginevra, al rappresentante statunitense Rabbi Stephen Wise di New York e al britannico Sydney Silverman di Londra, membro del parlamento britannico, rappresentanti anch’essi del WJC.
Riegner fu informato della Soluzione finale dall’industriale tedesco Eduard Schulte, molto vicino ad alti esponenti della Germania nazista, e a conoscenza della Conferenza di Wannsee. Il telegramma fu poi esteso, sempre nell'agosto del 42, ai governi di Londra e Washington.
(Gerhart M. Riegner, Telegramma Riegner)
Tuttavia in Inghilterra e negli Stati Uniti, il telegramma fu accolto con scetticismo, malgrado le notizie di esecuzioni di massa in Polonia e sul fronte europeo orientale, tanto che il Dipartimento di Stato Americano considerò la notizia  come  "una voce alimentata dalle ansie degli ebrei", mentre il Ministero degli Esteri britannico non inoltrò il telegramma.